# 新沃佳内 (克罗皮夫尼茨基区)
48°38′7″N 32°22′15″E / 48.63528°N 32.37083°E
新沃佳內（烏克蘭語：Нововодяне），是烏克蘭的村落，位於該國中部基洛夫格勒州，由克罗皮夫尼茨基区負責管轄，始建於1891年，面積1.08平方公里，海拔高度210米，2001年人口148，人口密度每平方公里137人。